# قلعة جناح
 قلعة جناح ، تقع في مدينة جناح في بلدة جناح (بالفارسية: بخش جناح ) من توابع مدينة بستك (بالفارسية: شهرستان بستک)، في غرب محافظة هرمزغان في جنوب إيران.
هي تلك القلعة المشيدة فوق هضبة عالية في الجانب الغربي من المدينة، وقد كانت القلعة مقر الحامية الرئيسية للمدينة في الأزمنة الغابرة.
ولعل قلعة جناح كانت تعتبر دائماً من أهم الحصون المنطقة
في ما مضى، فقد ذكر المؤرخون ان « القائد: محمدخان بلوچ » قد تحصن في القلعة فترة من الزمن آيام حكم نادر شاه أفشار، بمعاونت الشيخ احمد المدني.

## وصلات خارجية
- التقسيمات الادارية لمحافظة هرمزغان
- التقسيمات الادارية لمحافظة هرمزغان (بلده كوخرد)